# Brug 1802
Brug 1802 is een bouwkundig kunstwerk in Amsterdam-Zuid.
De brug geeft vanuit het Rotterdamsepad toegang tot het voetpad Enzerinck in het Gijsbrecht van Aemstelpark. Ze ligt over een water dat in de volle lengte in genoemd park ligt. Het park werd aangelegd in de periode 1958-1968, maar deze brug is van aanzienlijk jongere datum. Op deze plaats was namelijk in 1932 de Rijksweg 3 naar Rotterdam gepland, maar nooit uitgevoerd. In verband met stadsverdichting werd in het midden van de jaren 80 ten noorden van het park een buurt volgebouwd op het terrein van die rijksweg en werd tevens een verbinding met het park gemaakt. Alle bruggen in en naar het park waren toen nog van de hand van architect Dirk Sterenberg, werkend voor dan wel bij de Dienst der Publieke Werken. In 1986 was Sterenberg werkend als zelfstandig architect, maar werd toch gevraagd bruggen voor Amsterdam te blijven ontwerpen (in 2008 waren er 173 bruggen in Amsterdam ontworpen door hem). Hij kwam met twee betonnen liggerbruggen (brug 1801 en brug 1802 vormen een duo). De brug heeft in 2019 lichtgrijze borstweringen en groene balustrades. Die balustrades waren bij de oplevering overigens rood, maar werden later groen geschilderd (veel bruggen in Buitenveldert hebben groene leuningen/balustrades). De overspanning wordt gedragen door een brugpijler in het midden. Die brugpijler, een soort juk, is breder dan de overspanning en vormt de ondergrond van een lantaarnpaal. 
De brug landt in het zuiden op een soort plateau van waaruit uit naar beide kanten steigers vertrekken. Aan die zuidkant staat de Stadsdeelwerf Buitenveldert uit 2009 van Felix Claus en Jaap Graber, winnaar van de Amsterdamse Architectuur Prijs 2009. 
Op verzoek van buurtbewoners werd er op 15 september 2020 een gedenktegel bij de brug geplaatst. De steen moet de herinnering levend houden aan buurtbewoonster Rinia Chitanie die hier op 21 april 2019 slachtoffer werd van verkrachting, mishandeling, doodslag. Twee maanden later overleed ze aan haar verwondingen.

## Afbeeldingen

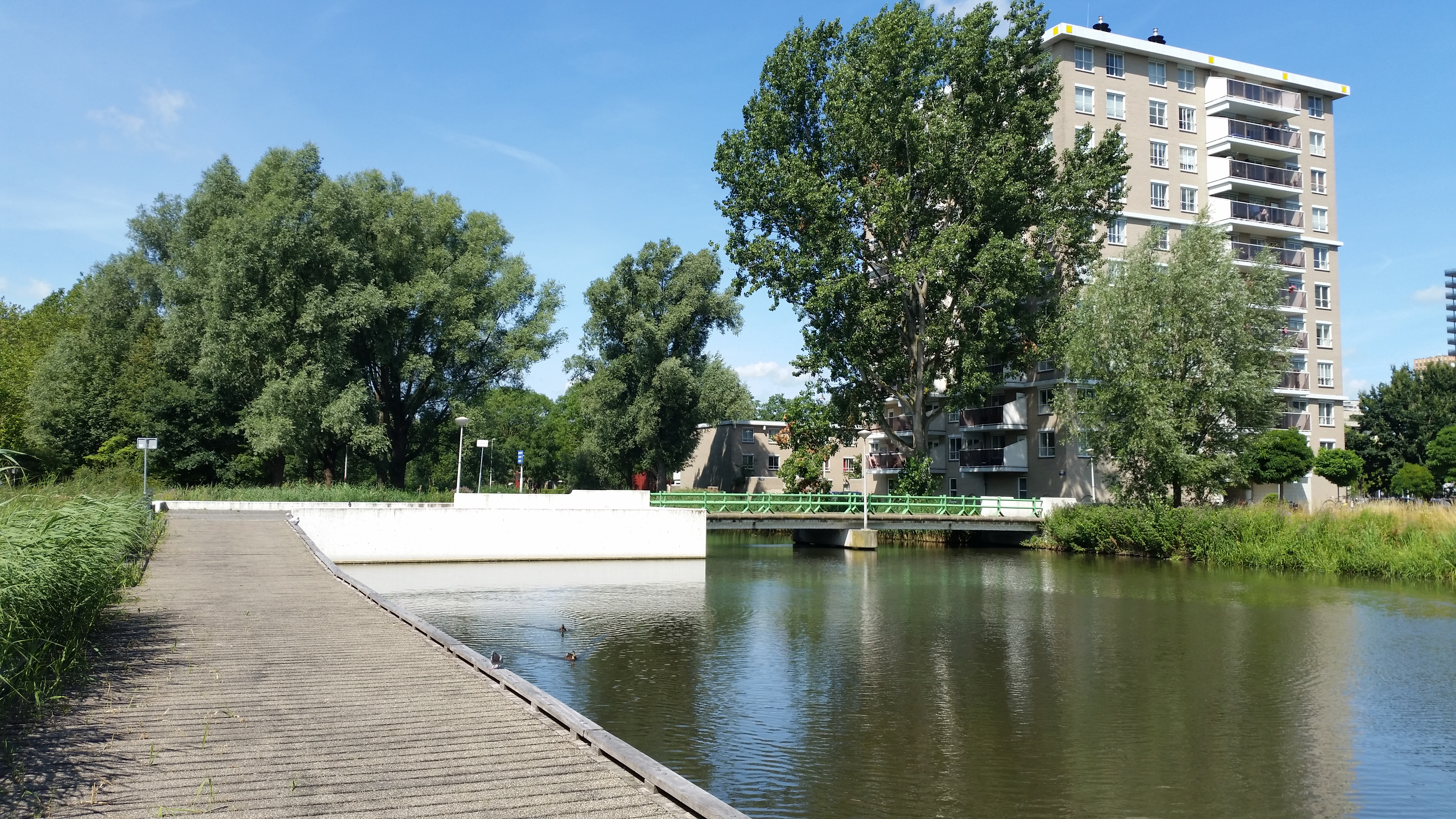
Zijaanzicht (juli 2019)
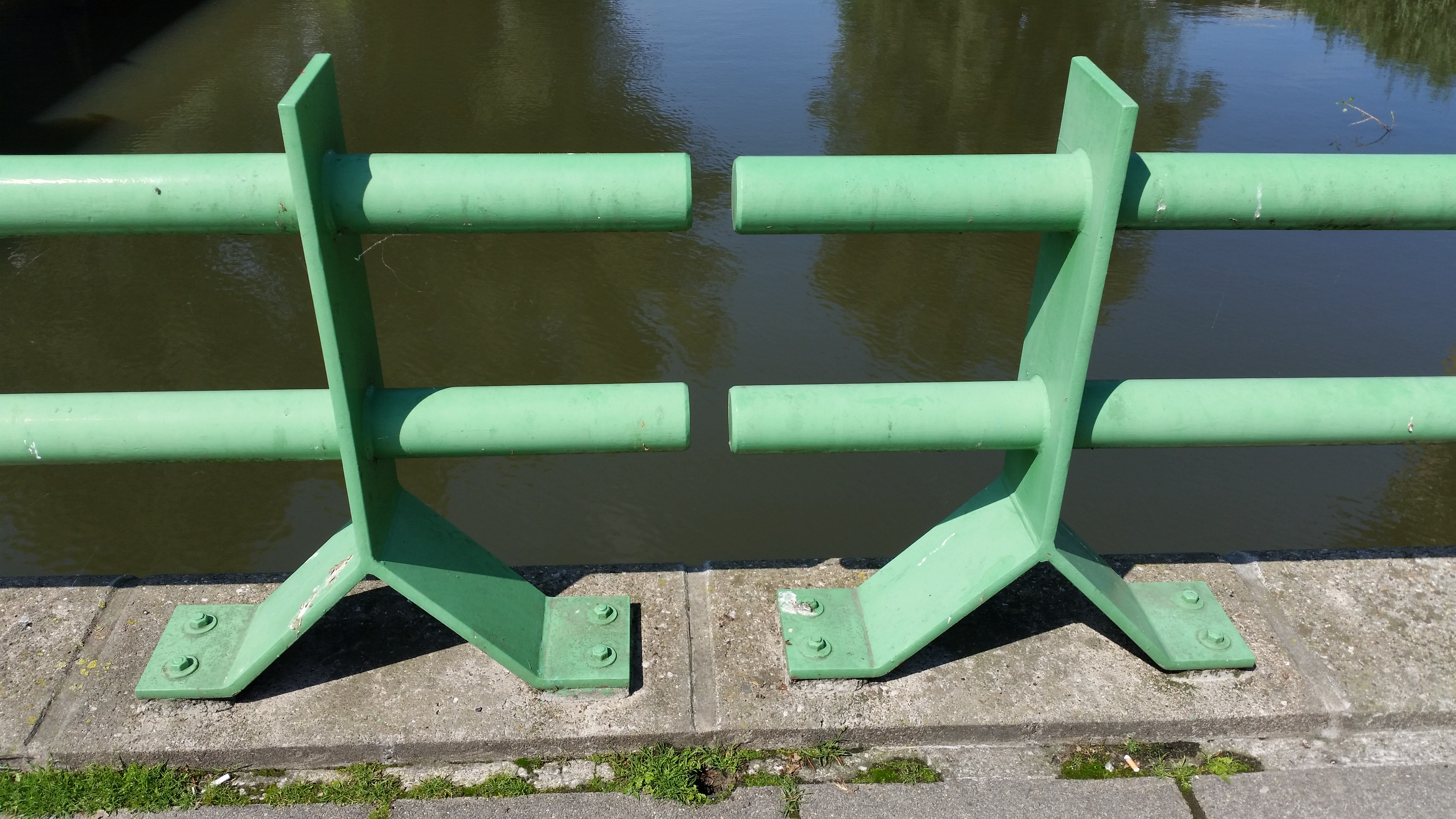
Leuning en baluster (juli 2019)
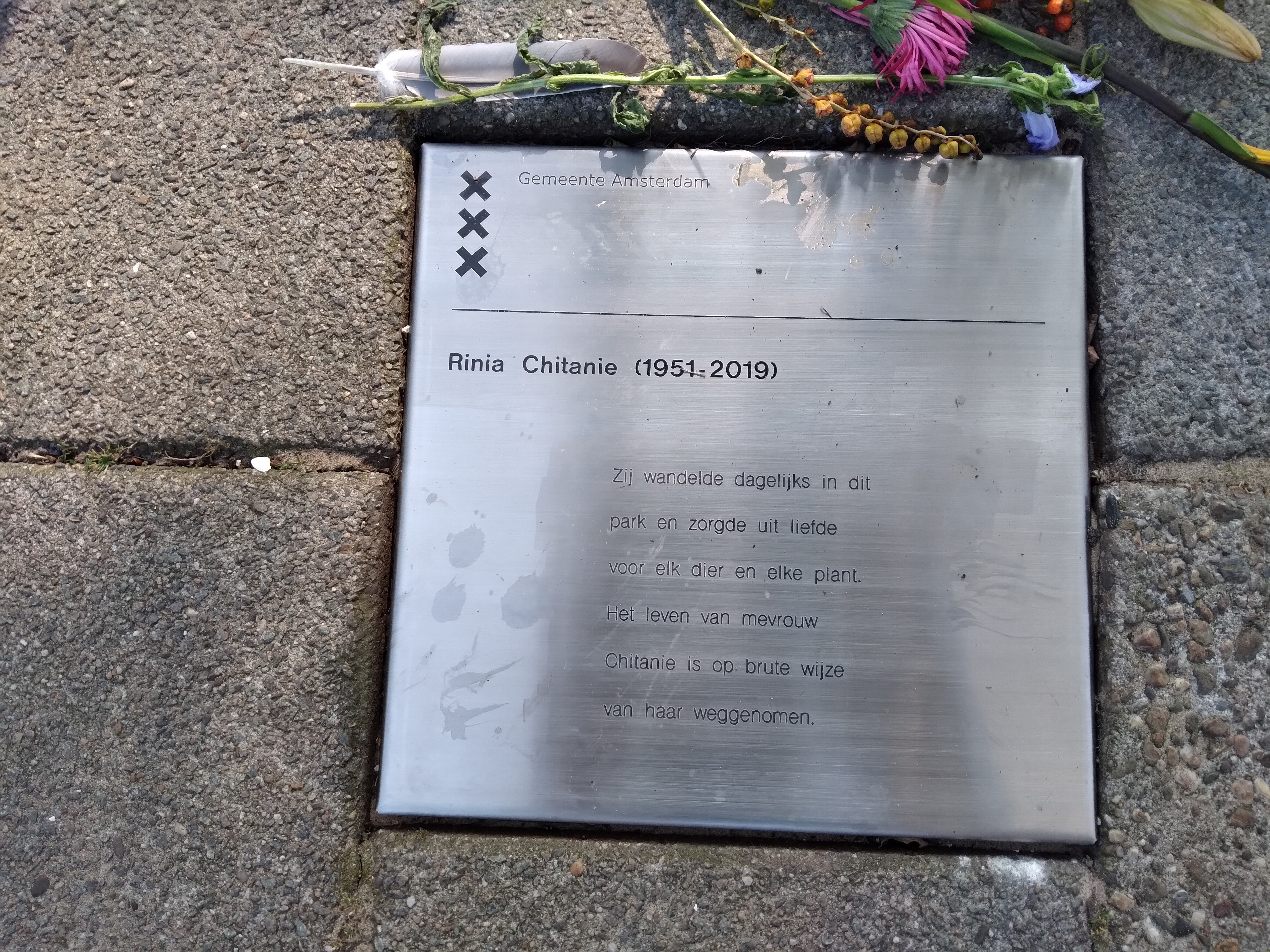
Tegel Rinia Chitanie (september 2020)

<<< · 1800 · 1801 · 1802 · 1803 · 1804 · 1805 · 1806 · 1807 · 1808 · 1809 ·  1810 · 1811 · 1812 · 1813 · 1814 · 1815 · 1816 · 1818 · 1819 · 1820 · 1821 · 1822 · 1823 · 1824 · 1826 · 1827 · 1828 · 1829 · 1830 · 1831 · 1832 · 1833 · 1834 · 1835 · 1836 · 1837 · 1838 · 1839 · 1840 · 1841 · 1842 · 1843 · 1844 · 1845 · 1846 · 1847 · 1848 · 1849 · 1850 · 1851 · 1852 · 1853 · 1854 · 1855 · 1856 · 1857 · 1858 · 1859 · 1860 · 1861 · 1862 · 1863 · 1864 · 1865 · 1866 · 1867 · 1868 · 1869 ·  1870 · 1871 · 1872 · 1873 · 1874 · 1875 · 1876 · 1877 · 1879 ·  1880 · 1881 · 1882 · 1883 · 1884 · 1885 · 1886 · 1888 · 1889 · 1890 · 1891 · 1892 · 1893 · 1894 · 1895 · 1896 · 1897 · 1898 · 1899 · >>>
Brugnummers 1817, Brug 1819, 1820, 1825, 1878, 1887  zijn niet (meer) vergeven.